# Махотин, Николай Антонович
Никола́й Анто́нович Махо́тин (4 декабря 1830 — 28 июня 1903, Санкт-Петербург) — русский генерального штаба генерал от инфантерии, участник Крымской войны, военный педагог и администратор.

## Биография
Николай Махотин родился 4 декабря 1830 года в дворянской семье. По окончании школы гвардейских подпрапорщиков и кавалерийских юнкеров был произведён 26 мая 1849 года в гвардейские прапорщики Лейб-гвардии Семёновского полка; в 1853 году окончил с малой серебряной медалью курс обучения в Императорской военной академии и, будучи назначен в Кавказский отдельный корпус, состоял сперва при Н. Н. Муравьёве-Карсском, а затем при князе А. И. Барятинском, и за отличие при штурме Карса 17 сентября 1855 года получил в 1856 году орден Святой Анны 4-й степени с надписью «За храбрость». 
В 1866 году в чине генерального штаба полковника Махотин был назначен помощником начальника штаба войск гвардии и Петербургского военного округа; 30 августа 1868 года произведён в генерального штаба генерал-майоры, в 1872 году получил орден Святого Станислава 1-й степени, а в 1874 году — орден Святой Анны 1-й степени. В 1876 году назначен начальником штаба Московского военного округа.  В ходе Русско-турецкой войны 1877—1878 годов Н. А. Махотин возглавлял Московскую эвакуационную комиссию, занимавшуюся распределением доставляемых с театра военных действий раненых и больных по внутренним лазаретам. Он сформировал также 4 железнодорожных батальона и 4 запасных батальона 1-й гренадерской дивизии. За это в 1878 году был награждён орденом Святого Владимира 2-й степени. В 1879 году Махотин занял должность помощника начальника Главного штаба, а в 1881 году — воинскую должность Главного начальника военно-учебных заведений; 20 апреля 1880 года произведён в генерального штаба генерал-лейтенанты; в 1885 году был удостоен ордена Белого Орла.
Явившись ревностным сторонником образа мыслей П. С. Ванновского, Махотин быстро провёл реформу средних военно-учебных заведений, переименованных из военных гимназий в кадетские корпуса. В связи с этим преобразованием во время управления Махотина военно-учебным ведомством были увеличены число и состав кадетских корпусов главным образом путём упразднения некоторых военных прогимназий; выработана инструкция по воспитательной части кадетских корпусов; введены в кадетских корпусах лагеря; издано положение о педагогическом музее военно-учебных заведений; учреждены летние курсы офицеров-воспитателей в целях развития физического образования. В 1894 году Махотин был произведён в генерального штаба генералы от инфантерии, а в 1899 году назначен членом Государственного совета. 
С 1859 года Махотин издавал очень популярную в своё время «Справочную книжку для русских офицеров», выдержавшую несколько изданий (последнее в 1884 году); затем им же составлен «Сборник постановлений о воинской повинности» (СПб.., 1879 год). 
Николай Антонович Махотин умер 28 июня 1903 года от хронического воспаления почек, похоронен в Александро-Невской лавре, в Исидоровской церкви.